# 司馬謨
司馬謨（276年—286年），字令度，西晋皇子，河內溫縣人，晉武帝司馬炎第十四子。母诸姬。

## 生平
咸宁三年（277年）八月司馬謨受封为汝阴王，太康七年（286年）去世，时年十一岁，谥哀。無子，國除。